# Piccole suore della Sacra Famiglia (Verona)

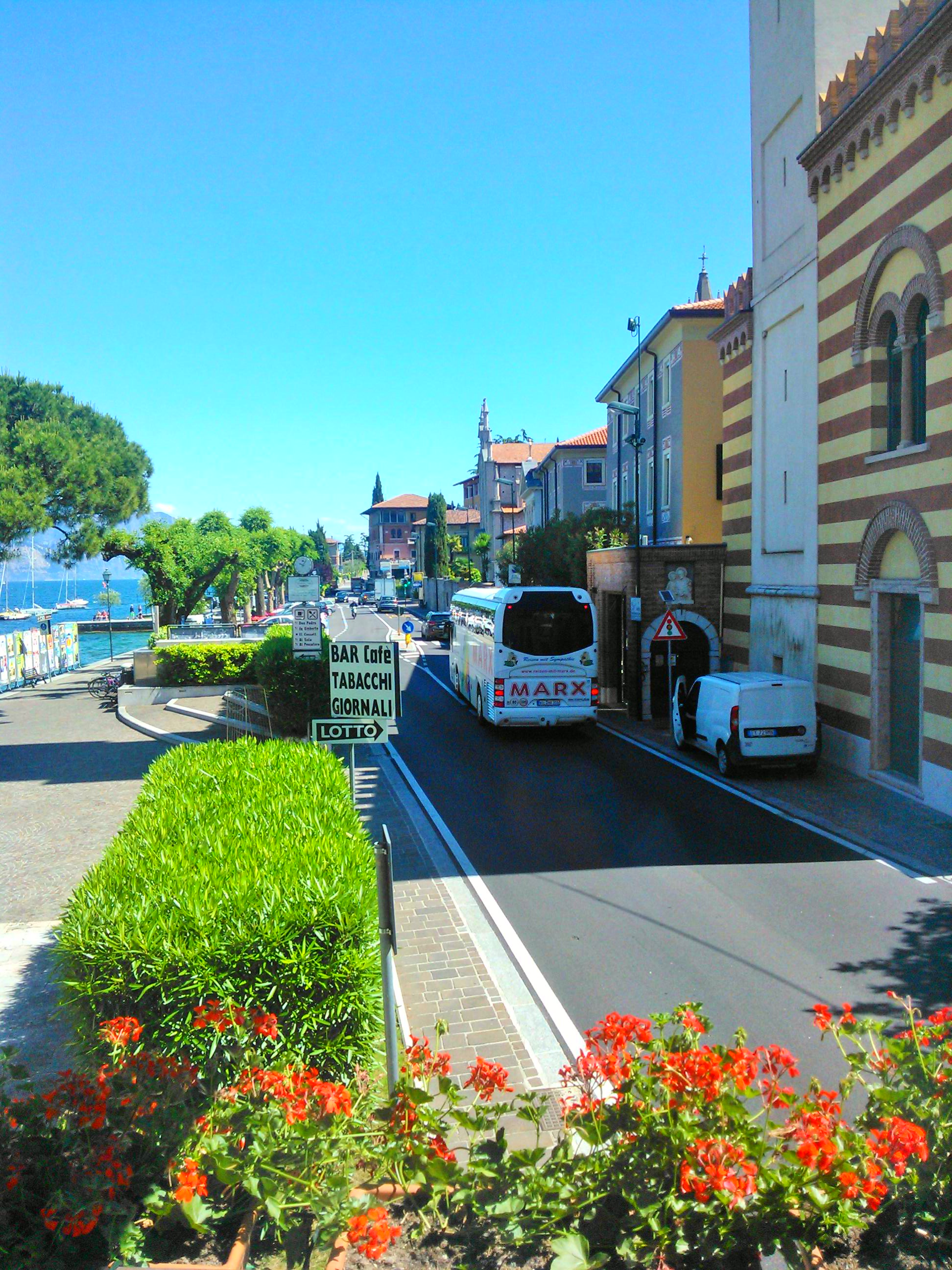
Lungo tutta la parte destra dell'immagine si nota il complesso di Casa Madre in Castelletto di Brenzone sul Garda.

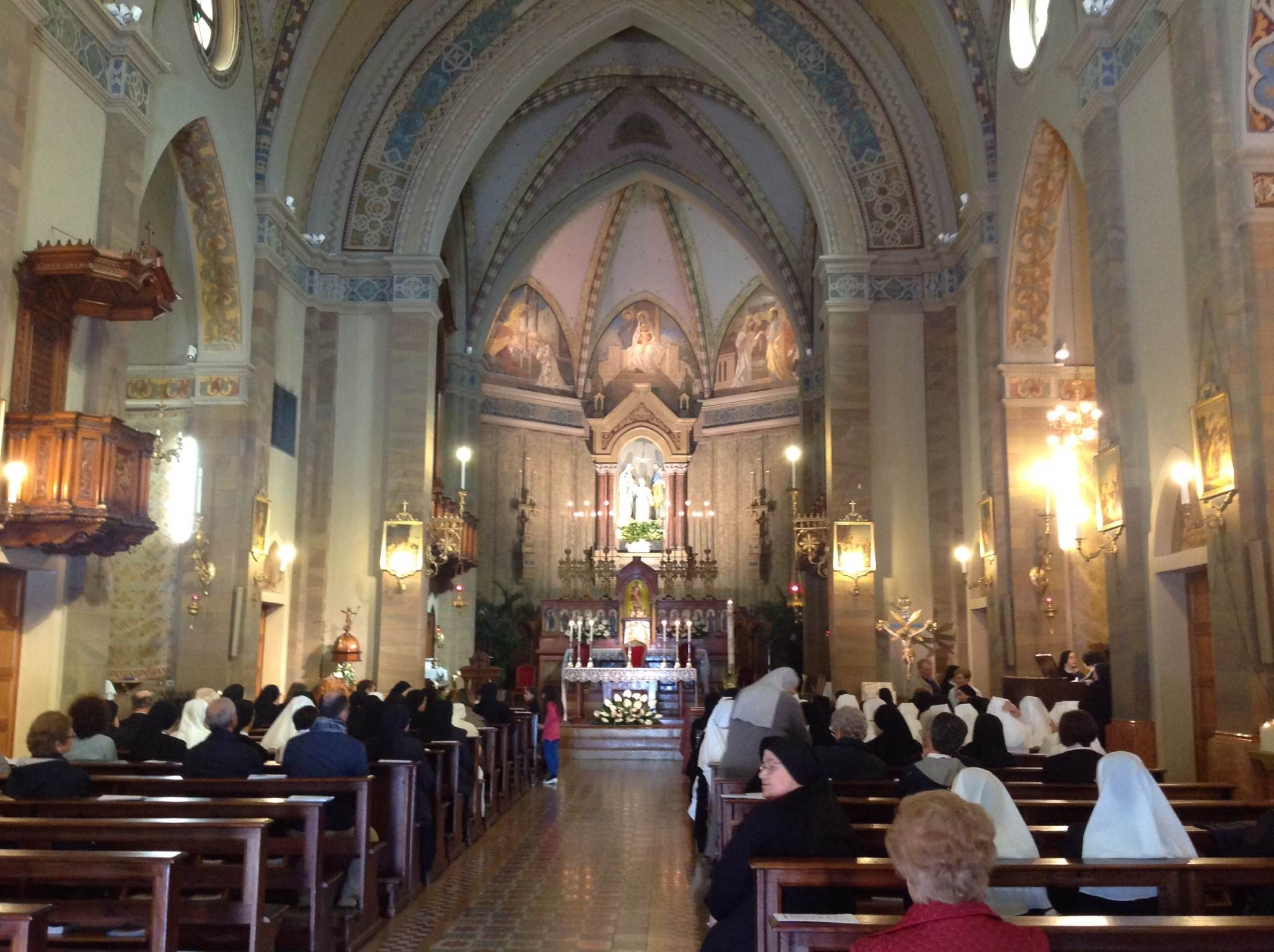
Piccole Suore della Sacra Famiglia riunite nella Chiesa Arcipretale Parrocchiale di Castelletto di Brenzone in occasione del 25° di Beatificazione di Monsignor Giuseppe Nascimbeni.

Le Piccole Suore della Sacra Famiglia sono un istituto religioso femminile di diritto pontificio: le suore di questa congregazione pospongono al loro nome la sigla P.S.S.F.

## Storia
La congregazione venne fondata dal sacerdote italiano Giuseppe Nascimbeni (1851-1922), parroco di Castelletto di Brenzone (Verona): non riuscendo a far giungere presso la sua chiesa delle religiose, dietro suggerimento di Bartolomeo Bacilieri, coadiutore del vescovo Luigi di Canossa, decise di fondare un nuovo istituto con lo scopo di educare i fanciulli e la gioventù femminile e di assistere i malati e gli anziani della comunità.
Il 4 novembre 1892 a Verona Maria Domenica Mantovani (1862-1934), ritenuta cofondatrice della congregazione, fece la sua vestizione ed emise la sua professione dei voti assieme a tre compagne; il 6 novembre 1892, data ritenuta istitutiva della nuova famiglia religiosa, la piccola comunità fece il suo ingresso a Castelletto. Le suore crebbero rapidamente di numero e nel 1895 poterono aprire la prima filiale a Tirano.
L'istituto ottenne l'approvazione diocesana il 1º gennaio 1903 e ricevette il pontificio decreto di lode il 26 agosto 1910; le sue costituzioni vennero approvate definitivamente dalla Santa Sede il 1º aprile 1941.
Papa Giovanni Paolo II ha beatificato padre Nascimbeni a Verona nel 1988 e madre Mantovani a Roma nel 2003.

## Attività e diffusione
Le Piccole Suore della Sacra Famiglia sono presenti ed operano in molti aspetti della comunità nazionale ed internazionale: dalla educazione dell'infanzia, all'assistenza negli oratori, ai bambini orfani e abbandonati, alla cura dei malati a domicilio e negli ospedali.
Oltre che in Italia, la congregazione è presente anche in Albania, Svizzera, Argentina, Brasile, Paraguay, Uruguay, Angola e Togo; la sede generalizia è a Castelletto di Brenzone sul Garda.
Al 31 dicembre 2008, la congregazione contava 796 religiose in 110 case.